# Ca l'Arnau (Sant Julià de Ramis)
Ca l'Arnau és una masia del municipi de Sant Julià de Ramis (Gironès) protegida com a bé cultural d'interès local.

## Descripció
És una masia de planta complexa pels afegits de diferents èpoques. Cos central de planta rectangular amb teulat a dues vessants i carener paral·lel a façana. S'accedeix per una porta dovellada a sopluig d'un porxo. Aquest cos és de planta baixa, pis i golfes. Davant hi ha una ala paral·lela a la façana, del segle xix, que emmarca en un pati l'entrada (són pallisses i un habitatge nou de dos pisos amb façana a solana). Aquest cos té teulat pla.
La part est del cos central té una altra ala en forma de "L" adossada al cos originari. És a una vessant i gira entorn d'una terrassa plana. La cara nord és ocupada per la pallissa i l'era. Les obertures són de llinda plana excepte les del segle xix en què n'hi ha d'arc rebaixat i de punt rodó.

### Pallissa
Adossada al conjunt de la masia, tancant l'era, per la part nord i limitada per la muntanya. És un cos de planta baixa, amb dos arcs semirebaixats que arrenquen en dos impostes senzilles, una a l'entrada i l'altra al mig de la nau i paral·lela a la de l'entrada, i badius a la cara nord i oest per obertures rectangulars dividides per un pilar rectangular. L'accés als badius és exterior. El teulat és a doble vessant i de teula àrab, amb cairats de fusta. Està realitzat amb maçoneria arrebossada, carreus de calcària als arcs, rajola per als badius. Hi ha també una era enllosada de pedra davant l'arc i de rajol cru la resta.
Hi ha diverses dates a llindes: "MIGUEL ARNAU 1884", "JOSEPH JULIA FE FESIT 1841" i "MIGUEL ARNAU 1887".